# Berteaucourt-lès-Thennes
Pour les articles homonymes, voir Berteaucourt (homonymie).
Berteaucourt-lès-Thennes est une commune française située dans le département de la Somme en région Hauts-de-France.

## Géographie

### Localisation
Berteaucourt-lès-Thennes est un village picard de l'Amiénois.
À vol d'oiseau, la localité est située à 5 km au nord-ouest de Moreuil, 8 km au sud-ouest de Villers-Bretonneux, 9 km au nord-est d'Ailly-sur-Noye, 11 km au sud-ouest de Corbie, 15 km au sud-est d'Amiens, 20 km au nord-ouest de Montdidier et à 49 km au nord-est de Beauvais.
Le territoire de la commune est limitrophe de ceux de quatre communes.
Les communes limitrophes sont  Domart-sur-la-Luce, Gentelles, Thennes et Thézy-Glimont.

### Géologie et relief
Le sol de la commune comprend :
- des alluvions de nature tourbeuse dans la vallée de la Luce ;
- du diluvium rouge au bas des pentes depuis les environs de l'école (mairie) jusqu'à la limite du territoire vers Thézy-Glimont ;
- de la craie vers les pentes c'est-à-dire la plus grande partie du territoire ;
- au sommet de l'argile (limon des plateaux de la période éocène)[8].

### Hydrographie

#### Réseau hydrographique
La commune est située dans le bassin Artois-Picardie. Elle est drainée par la Luce.
La Luce constitue la limite sud-est de la commune. D'une longueur de 18 km, elle prend sa source dans la commune de Caix et se jette  dans l'Avre à Thennes, après avoir traversé 13 communes.

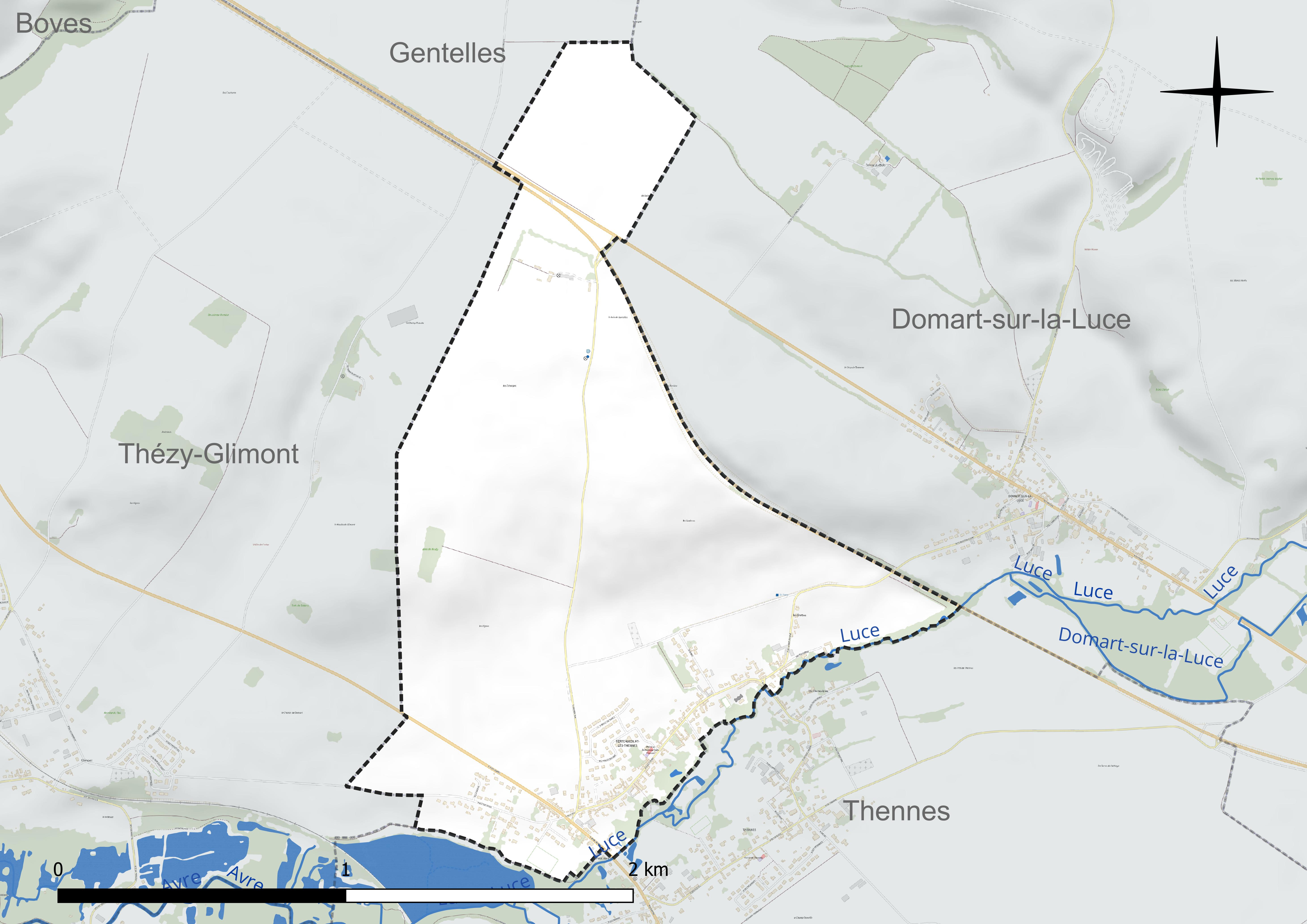
Réseau hydrographique de Berteaucourt-lès-Thennes.

#### Gestion et qualité des eaux
Le territoire communal est couvert par le schéma d'aménagement et de gestion des eaux (SAGE) « Somme aval et Cours d'eau côtiers ». Ce document de planification concerne un territoire de 1 835 km2 de superficie, délimité par le bassin versant de la Somme canalisée. Le périmètre a été arrêté le 29 avril 2010 et le SAGE proprement dit a été approuvé le 6 août 2019. La structure porteuse de l'élaboration et de la mise en œuvre est le syndicat mixte d'aménagement hydraulique du bassin versant de la Somme (AMEVA).
La qualité des cours d'eau peut être consultée sur un site dédié géré par les agences de l'eau et l'Agence française pour la biodiversité.

### Climat
Pour des articles plus généraux, voir Climat des Hauts-de-France et Climat de la Somme.
En 2010, le climat de la commune est de type climat océanique dégradé des plaines du Centre et du Nord, selon une étude du CNRS s'appuyant sur une série de données couvrant la période 1971-2000. En 2020, Météo-France publie une typologie des climats de la France métropolitaine dans laquelle la commune est exposée à un climat océanique et est dans la région climatique Nord-est du bassin Parisien, caractérisée par un ensoleillement médiocre, une pluviométrie moyenne régulièrement répartie au cours de l'année et un hiver froid (3 °C).
Pour la période 1971-2000, la température annuelle moyenne est de 10,6 °C, avec une amplitude thermique annuelle de 14,2 °C. Le cumul annuel moyen de précipitations est de 689 mm, avec 11,4 jours de précipitations en janvier et 8,5 jours en juillet. Pour la période 1991-2020, la température moyenne annuelle observée sur la station météorologique la plus proche, située sur la commune de Glisy à 9 km à vol d'oiseau, est de 11,1 °C et le cumul annuel moyen de précipitations est de 646,6 mm,. Pour l'avenir, les paramètres climatiques de la commune estimés pour 2050 selon différents scénarios d'émission de gaz à effet de serre sont consultables sur un site dédié publié par Météo-France en novembre 2022.

## Urbanisme

### Typologie
Au 1er janvier 2024, Berteaucourt-lès-Thennes est catégorisée bourg rural, selon la nouvelle grille communale de densité à sept niveaux définie par l'Insee en 2022.
Elle est située hors unité urbaine. Par ailleurs la commune fait partie de l'aire d'attraction d'Amiens, dont elle est une commune de la couronne,. Cette aire, qui regroupe 369 communes, est catégorisée dans les aires de 200 000 à moins de 700 000 habitants,.

### Occupation des sols
L'occupation des sols de la commune, telle qu'elle ressort de la base de données européenne d'occupation biophysique des sols Corine Land Cover (CLC), est marquée par l'importance des territoires agricoles (86,1 % en 2018), une proportion sensiblement équivalente à celle de 1990 (86,7 %). La répartition détaillée en 2018 est la suivante : 
terres arables (86,1 %), zones urbanisées (13,9 %).

L'IGN met par ailleurs à disposition un outil en ligne permettant de comparer l'évolution dans le temps de l'occupation des sols de la commune (ou de territoires à des échelles différentes). Plusieurs époques sont accessibles sous forme de cartes ou photos aériennes : la carte de Cassini (XVIIIe siècle), la carte d'état-major (1820-1866) et la période actuelle (1950 à aujourd'hui).

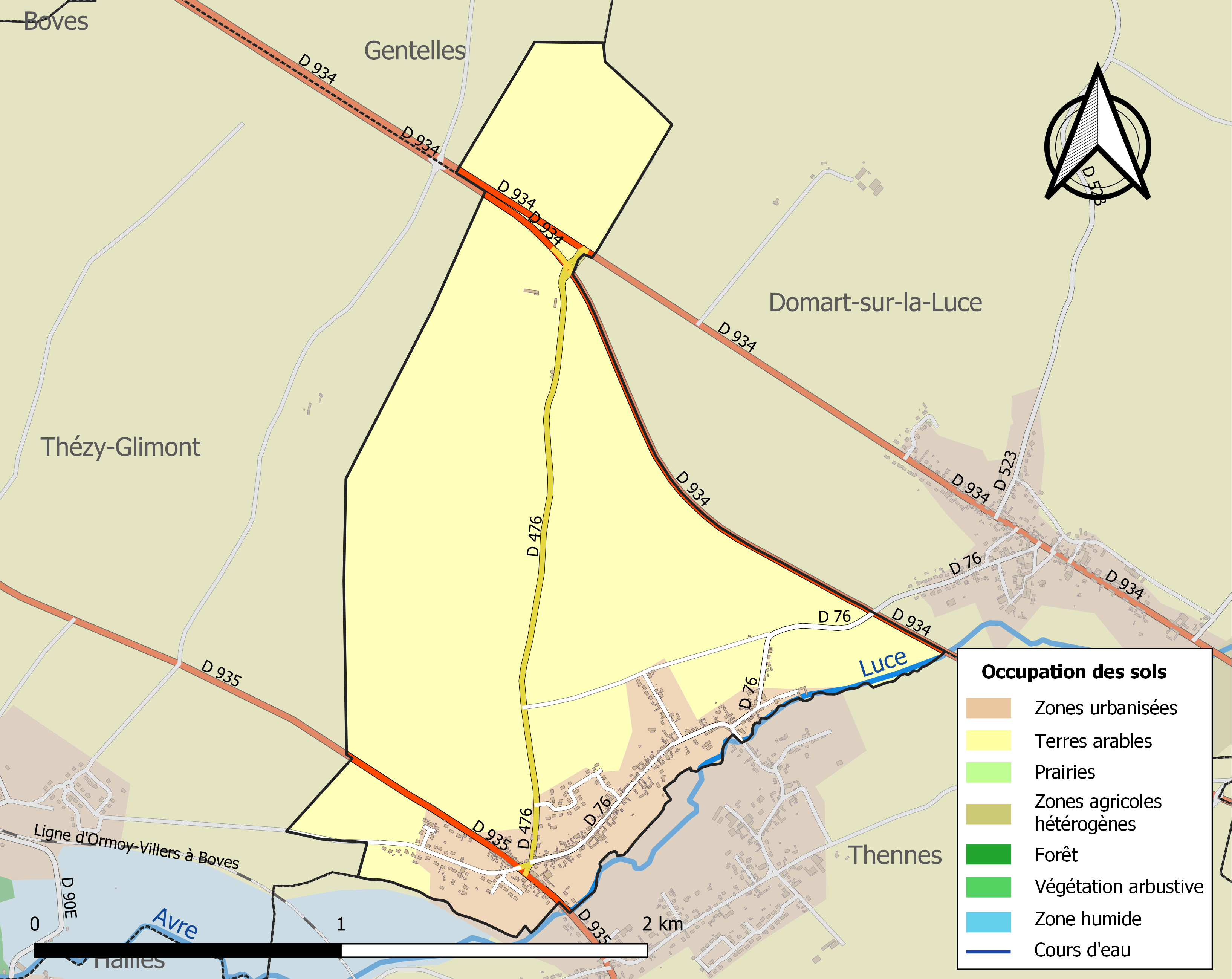
Carte de l'occupation des sols de la commune en 2018 (CLC)

### Voies de communication et transports
En 2019, la localité est desservie par les autocars du réseau inter-urbain Trans'80, Hauts-de-France (ligne no 60, Davenescourt - Moreuil - Amiens).

## Toponymie
La localité a été successivement mentionnée sous les formes suivantes : Bertolcurt (1133), Berthaucourt-lès-Thennes (1567), Bertaucourt (1579), Berteaucourt et Berteaucourt les Thennes à partir de 1836[réf. nécessaire].
Tous ces noms de localités se terminant par -court sont le plus souvent des hameaux ou de petits villages. L'appellatif toponymique -court (français moderne cour) est issu du gallo-roman *CŌRTE qui signifie « domaine » > ancien français cort > moyen français court, réécrit cour sans -t d'après la fausse étymologie curia cf. courtois. Cet appellatif est généralement précédé d'un nom de personne germanique. Ces formations toponymiques datent du Moyen Âge. Cette façon de nommer les lieux serait liée à l'apport germanique du VIe siècle,.
Le premier élément Berteau- s'explique par un nom de personne germanique. Cette appellation signifie vraisemblablement « domaine de Berthold ».
En 1956, la commune de Berteaucourt, instituée lors de la Révolution française, est renommée Berteaucourt-lès-Thennes.
La préposition « lès » permet de signifier la proximité d'un lieu géographique par rapport à un autre lieu. En règle générale, il s'agit d'une localité qui tient à se situer par rapport à une ville voisine plus grande. La commune française de Berteaucourt indique qu'elle se situe près de Thennes.

## Histoire
L'histoire de Berteaucourt-lès-Thennes est très étroitement liée à celle de Thennes. En effet, Berteaucourt a toujours dépendu de la paroisse de Thennes, et de l'église qu'elles se partagent sous le vocable de saint Jean-Baptiste.
Il ne reste aucune trace de l'époque gauloise ni de l'occupation romaine.
On a découvert cependant sur le territoire des haches de l'époque préhistorique.
Berteaucourt date sans doute de l'époque mérovingienne, mais fut très longtemps réuni à Thennes.
La seigneurie de Berteaucourt consistait[Quand ?] en 12 journaux de terres, 6 journaux de prés et en censives[réf. nécessaire].
Sangler de Berteaucourt est mentionné en 1337 parmi les fieffés de la prévôté de Fouilloy mais le premier seigneur connu est Jean de Berteaucourt, premier échanson du duc de Bourbon, maître des Eaux et Forêts du comté de Clermont et capitaine de la Neuville-en-Hez. La lignée se poursuit jusqu'à Balthazar de Berteaucourt en 1559. La veuve de ce dernier, Marie de Mons, douairière de la terre, épousa en secondes noces Philippe de Rose, qui vendit en 1605 l'un des fiefs de la seigneurie à Philippe de Sacquespée, écuyer, sieur de Thézy. Ce fief resta dans la famille de Sacquespée jusqu'à la Révolution française : le dernier seigneur fut Nicolas René Suzanne de Sacquespée. L'autre fief passa de la famille de Rose à Jean-Philippe Vrayet de Franclieu puis à Maximilien François de Paule Vrayet de Moranvillers qui le conserva jusqu'à la Révolution.
Le château primitif, qui était en fait un petit manoir ou une grosse ferme, reconstruit en 1869, a été détruit lors de la Première Guerre mondiale puis reconstruit tel qu'on le voit aujourd'hui.
Tout permet de supposer que Berteaucourt et Thennes souffrirent des ravages des Normands et de la guerre de Cent Ans. Cependant, il n'y a aucun document précis à ce sujet.
Berteaucourt ne put échapper aux conséquences des guerres du XVIIe siècle avec les Espagnols (guerre de Trente Ans), ni à la misère qui régnait dans la région pendant toute cette période et le XVIIIe siècle.
Avant la Révolution française, le village faisait partie de
- Prévôté de Fouilloy
- Élection d'Amiens puis de Montdidier
- Bailliage d'Amiens
- Intendance de Picardie
- Grenier à sel d'Amiens puis de Corbie en 1726.

Il n'y a aucun souvenir de la période de la Révolution française.
À la fin de l'épopée napoléonienne, le pays vit les Cosaques en 1814 - 1815.
Durant la guerre franco-allemande de 1870 lors de l'invasion allemande, le village fut fort éprouvé. Le 27 novembre 1870, le village fut entre deux feux : les Français au nord, les Allemands au sud. Lors de la bataille d'Amiens (1870), on s'est battu jusque dans les rues du village, et des incendies eurent lieu.
Pendant la Première Guerre mondiale, étant à proximité de la ligne de front, le village fut largement détruit,,, toutes les constructions furent touchées, ainsi que le cimetière.
Au début de l'offensive du printemps, l'attaque allemande du 21 mars 1918 sur le front Saint-Quentin - La Fère avait réussi à créer une poche de 80 km de profondeur dans le front anglo-français. Celui-ci était totalement rompu entre les rivières Avre et Luce.
Le 27 mars 1918, le général Foch, commandant en chef des troupes alliées, envoya des renforts et chargea la 1re armée française du général Debeney d'étendre son front et de maintenir à tout prix la liaison avec l'armée anglaise du général Gough qui reculait vers Villers-Bretonneux et Amiens.
Ce fut la bataille d'Amiens (1918) durant laquelle l'ordre fut donc donné aux Français de résister jusqu'à la mort sur le plateau du Santerre.
Le 8 août 1918, les troupes françaises parties de Thennes et de Berteaucourt-lès-Thennes, qui ne sont plus que des ruines, contre-attaquèrent en direction de Villers-aux-Érables,.
Le village a été décoré de la Croix de guerre 1914-1918 le 3 novembre 1920.

## Politique et administration

### Rattachements administratifs et électoraux
La commune se trouve dans l'arrondissement de Montdidier du département de la Somme. Pour l'élection des députés, elle fait partie depuis 2012 de la quatrième circonscription de la Somme.
Elle fait partie depuis 1793 du canton de Moreuil, qui a été modifié et agrandi dans le cadre du redécoupage cantonal de 2014 en France.

### Intercommunalité
La commune était membre de la communauté de communes du canton de Moreuil, créée par un arrêté préfectoral du 4 décembre 1992 et renommée communauté de communes Avre Luce Moreuil (CCALM) par arrêté préfectoral du 6 mai 1996.
Dans le cadre des dispositions de la loi portant nouvelle organisation territoriale de la République du 7 août 2015, qui prévoit que les établissements publics de coopération intercommunale (EPCI) à fiscalité propre doivent avoir un minimum de 15 000 habitants, la préfète de la Somme propose en octobre 2015 un projet de nouveau schéma départemental de coopération intercommunale (SDCI) prévoyant la réduction de 28 à 16 du nombre des intercommunalités à fiscalité propre du département.
Après des hypothèses de regroupement des communautés de communes du Grand Roye (CCGR), du canton de Montdidier (CCCM), du Santerre et d'Avre, Luce et Moreuil, la préfète dévoile en octobre 2015 son projet qui prévoit la « des communautés de communes d'Avre Luce Moreuil et du Val de Noye », le nouvel ensemble de 22 440 habitants regroupant 49 communes,. À la suite de l'avis favorable des intercommunalités et de la commission départementale de coopération intercommunale en janvier 2016 puis des conseils municipaux et communautaires concernés, la fusion est établie par un arrêté préfectoral du 22 décembre 2016, qui prend effet le 1er janvier 2017.
La commune est donc désormais membre de la communauté de communes Avre Luce Noye (CCALN).

### Liste des maires
| Période                                  | Période                   | Identité                          | Étiquette     | Qualité                        |
| ---------------------------------------- | ------------------------- | --------------------------------- | ------------- | ------------------------------ |
| Les données manquantes sont à compléter. |                           |                                   |               |                                |
| 1790                                     | an VIII                   | Charles Gavrel                    |               | Cultivateur                    |
| an IX                                    | an X                      | Firmin Véru                       |               | Cultivateur                    |
| an X                                     | 1808                      | Jacques Firmin Pillon             |               |                                |
| 1808                                     | 1813                      | Jean-Baptiste Morel               |               |                                |
| 1813                                     |                           | François de Paule Vrayet de Surcy |               | Propriétaire                   |
| 1836                                     |                           | Jean-Louis Duflocq                |               | Cultivateur                    |
|                                          | 1852                      | Jean François Amédée Pinchemel    |               |                                |
| 1852                                     | 1860                      | Jean-Baptiste Otruquin            |               |                                |
| 1861                                     | 1870                      | Jean-Baptiste Lescot              |               |                                |
| 1870                                     | 1871                      | Augustin Bourguignon              |               |                                |
| 1871                                     | 1873                      | Paul Véru                         |               | Propriétaire                   |
| 1873                                     | 1874                      | Théophile Leroy                   |               |                                |
| 1874                                     | 1874                      | Jean-Baptiste Lescot              |               |                                |
| 1874                                     | 1875                      | Augustin Bourguignon              |               |                                |
| 1875                                     | 1885                      | Romuald Villemont                 |               |                                |
| 1886                                     |                           | Émile Jean-Baptiste Pointin       |               |                                |
| Les données manquantes sont à compléter. |                           |                                   |               |                                |
|                                          | 1997                      | Roland Bayard                     | Divers droite | Exploitant forestier           |
| mars 2001                                | 2014                      | Jean-Luc Vasseur                  | Divers droite |                                |
| 2014                                     | En cours (au 28 mai 2020) | Michel Boucher                    |               | Réélu pour le mandat 2020-2026 |

## Population et société

### Démographie
L'évolution du nombre d'habitants est connue à travers les recensements de la population effectués dans la commune depuis 1793. Pour les communes de moins de 10 000 habitants, une enquête de recensement portant sur toute la population est réalisée tous les cinq ans, les populations de référence des années intermédiaires étant quant à elles estimées par interpolation ou extrapolation. Pour la commune, le premier recensement exhaustif entrant dans le cadre du nouveau dispositif a été réalisé en 2006.

En 2022, la commune comptait 497 habitants, en évolution de +13,73 % par rapport à 2016 (Somme : −1,26 %, France hors Mayotte : +2,11 %).
| 1793 | 1800 | 1806 | 1821 | 1831 | 1836 | 1841 | 1846 | 1851 |
| ---- | ---- | ---- | ---- | ---- | ---- | ---- | ---- | ---- |
| 264  | 286  | 292  | 371  | 411  | 441  | 476  | 494  | 501  |

| 1856 | 1861 | 1866 | 1872 | 1876 | 1881 | 1886 | 1891 | 1896 |
| ---- | ---- | ---- | ---- | ---- | ---- | ---- | ---- | ---- |
| 512  | 517  | 528  | 517  | 514  | 515  | 490  | 493  | 465  |

| 1901 | 1906 | 1911 | 1921 | 1926 | 1931 | 1936 | 1946 | 1954 |
| ---- | ---- | ---- | ---- | ---- | ---- | ---- | ---- | ---- |
| 404  | 366  | 361  | 258  | 296  | 278  | 267  | 291  | 340  |

| 1962 | 1968 | 1975 | 1982 | 1990 | 1999 | 2006 | 2011 | 2016 |
| ---- | ---- | ---- | ---- | ---- | ---- | ---- | ---- | ---- |
| 303  | 291  | 281  | 356  | 411  | 431  | 378  | 443  | 437  |

| 2021 | 2022 | - | - | - | - | - | - | - |
| ---- | ---- | - | - | - | - | - | - | - |
| 478  | 497  | - | - | - | - | - | - | - |

Recensement de 1836
En 1836, la commune était composée de 109 maisons et 441 habitants, soit :
- 221 personnes de sexe masculin
  - 124 garçons
  - 90 hommes mariés
  - 7 veufs
- 220 personnes de sexe féminin
  - 112 filles
  - 92 femmes mariées
  - 16 veuves.

### Enseignement
En 2016-2017, l'école maternelle et élémentaire de Berteaucourt, qui porte le nom de Roland Bayard, ancien maire, scolarise 46 enfants.
Cette école fait partie du regroupement pédagogique intercommunal de la Luce qui comprend également les écoles de Démuin, Domart-sur-la-Luce et Thennes. Les villages associés d'Ignaucourt, Hangard et Aubercourt ne disposent pas de classe sur leur territoire.
L'école est gérée par un syndicat intercommunal scolaire dont le siège est situé à Démuin.
Une garderie à Domart accueille les écoliers des sept villages constituant le RPI.

### Cultes
Berteaucourt-lès-Thennes ne possède pas d'église sur son territoire. L'église de Berteaucourt-lès-Thennes est située sur la commune de Thennes.
Berteaucourt-lès-Thennes forme avec Thennes une paroisse catholique. Le chœur de Berteaucourt-lès-Thennes est dédié à saint Jean Baptiste et celui de Thennes à saint Quentin.

## Culture locale et patrimoine

### Lieux et monuments
- Château de style Louis XV construit en 1869.
- Jardin de Lucine, 34 rue Jules-Ferry. Bordé par la Luce, il est alimenté par plusieurs étangs : arboretum, zones humides, potager à la française sur 4 ha[52],[53].

### Personnalités liées à la commune
- Emmanuel-Joseph Bailly de Surcy (1793-1861), pédagogue et journaliste catholique, il se marie dans la commune et y est enterré
- Vincent de Paul Bailly[54] (de Surcy) (fils du précédent, né à Berteaucourt-lès-Themmes en 1832, ordonné prêtre le 1er janvier 1863 et mort à Paris en 1912), fondateur du quotidien La Croix en 1883 et du groupe La Bonne Presse, né à  Berteaucourt le 2 décembre 1832[55].

- Marie Emmanuel Bernard Bailly de Surcy (né à Berteaucourt-lès-Themmes en 1835 - mort en 1920), il fut lieutenant de vaisseau détaché comme instructeur de la flotte japonaise en 1865, chevalier de la Légion d'honneur en 1866. Retiré de la marine, il fonda cependant en 1894 Les Œuvres de Mer pour les pêcheurs d'Islande et de Terre-Neuve et fut rédacteur en chef de la revue Cosmos à partir de 1885[56].
- Jérémy Demitra[pourquoi ?], réalisateur à NRJ de l'émission C'Cauet[réf. nécessaire].

### Héraldique
| Blason de Berteaucourt-lès-Thennes | Blason  | D'argent à deux bars adossés de sable accompagnés de sept croix recroisetées de gueules. |
| Blason de Berteaucourt-lès-Thennes | Détails | Le statut officiel du blason reste à déterminer.                                         |

## Pour approfondir